# Zhao Yong

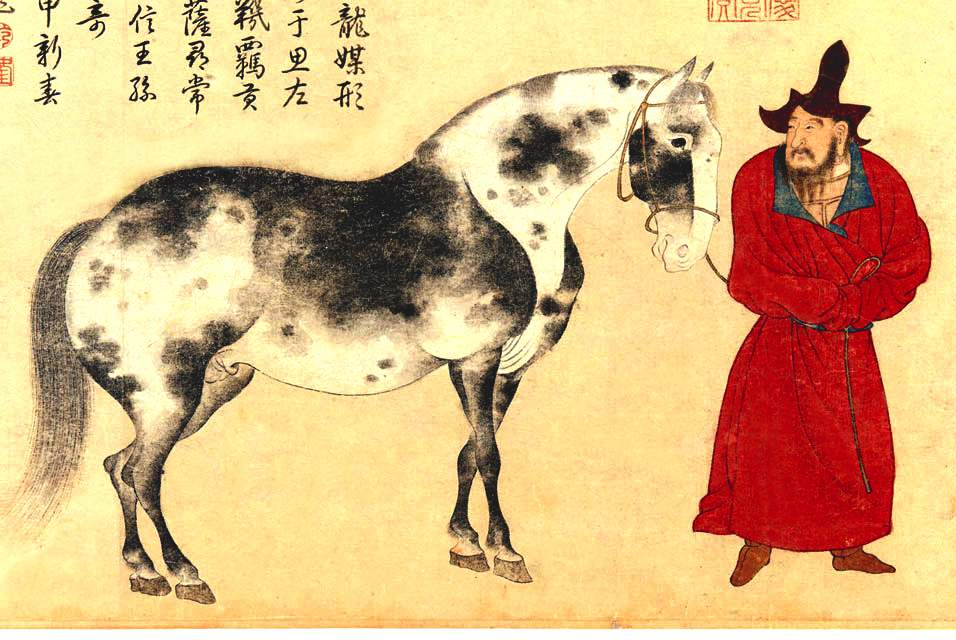
Mongol en habit rouge conduisant un cheval noir et blanc, par Zhao Yong en 1347, d'après Li Gonglin

Zhao Yong ou Chao Yung ou Tchao Yong (chinois : 赵雍), surnom : Zhongmu est un peintre chinois du XIVe siècle, originaire de Wuxing (subdivision administrative de la province du Zhejiang en Chine. Il est né en 1289, sa date de décès n'est pas connue.

## Biographie
Peintre d'animaux, paysages et fleurs, Zhao Yong est le fils de Zhao Mengfu. Il est préfet de Huzhou (ville du nord de la province du Zhejiang), et peintre dans la tradition familiale ; il laisse des paysages à la manière de Dong Yuan, des chevaux, des bambous et des rochers.
Zhao Yong est encore actif après le milieu du XIVe siècle selon la datation de certaines de ses œuvres. Comme son père, il exerce des charges officielles au service de l'empereur. Comme son père aussi, il peint des figures et des chevaux, des paysages et des oiseaux, des bambous et des rochers. Avec le thème des Trois Amis, celui des Quatre Amis (pin, bambou, prunier, orchidée) est à son époque très apprécié par les lettrés. Dans l'œuvre Orchidée et bambou, l'orchidée est associée au bambou. Les peintres d'orchidées travaillent à l'encre, mais, dans cette peinture, l'échange des couleurs entre elles contribue au charme de l'ensemble.

## Musées
- Boston (Mus. of Fine Arts) :

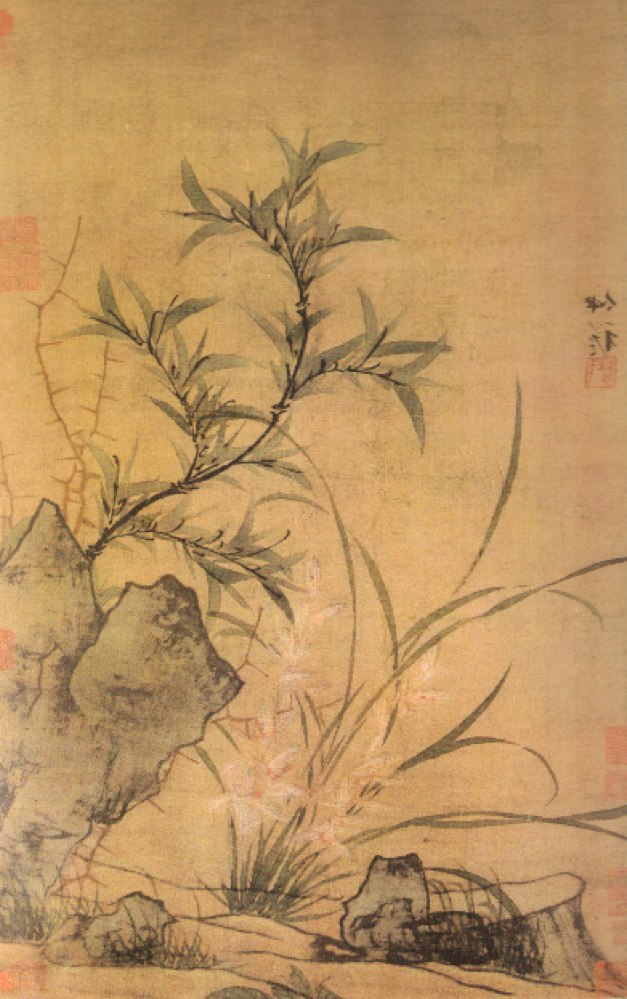
Orchidée et bambou par Zhao Yong.

  - Portrait du moine « chan » Yuanmiao, sans doute une copie ancienne.
- Shanghai :
  - Orchidée et bambou, couleur sur soie, rouleau en hauteur. Dimensions en centimètres: 74,6x46,4.
- Stockholm  (Nat. Mus.) :
  - Vieux arbres sur une rive rocheuse, éventail signé.
- Taipei (Nat. Palace Mus.) :
  - La cueillette des châtaignes d'eau, encre et couleurs sur soie, rouleau en hauteur.
  - Maisons sous les grands pins sur la rive, daté 1342, signé.
  - Chevaux dans un bois, daté 1352, couleurs sur soie, signé.
  - Homme en rouge sur un cheval blanc sous un arbre feuillu, couleurs sur soie, signé, inscription de Dong Qichang.
  - Grand paysage dans le style de Dong Yuan, couleurs légères.
  - Junma tu, cinq chevaux et un valet.
- Washington DC (Freer Gallery of Art) :
  - Mongol en habit rouge conduisant un cheval noir et blanc, daté 1347, d'après Li Gonglin, rouleau en longueur signé.